# المورو الهنود
المور الهنود هم مجموعة من الأشخاص الذين كانوا موجودين في سريلانكا في الغالب خلال الفترة الاستعمارية لحكم الراج البريطاني. وقد تميزوا بعقيدتهم الإسلامية. يشير اسم المور الهنود إلى عدد من المجموعات العرقية مثل شعب ميمون والبهرة والخوجة. تميل هذه المجموعات إلى الاحتفاظ بممارسات الأجداد الخاصة بهم ولغتهم. ومع ذلك، كانت أكبر مجموعة محددة من التاميل من جنوب الهند. تاريخ المورو الهنود مشابهًا للتاميل الهنود في سريلانكا. أعدادهم تراجعت عما كانت عليه، حيث عاد الكثير من المورو الهنود إلى الهند أو أعلنوا على أنهم مورو سريلانكيون.

## التاريخ

### الأصل
تعود أصول المور الهنود إلى المهاجرين الذين كانوا يبحثون عن فرص عمل خلال فترة الاستعمار البريطانية، ومع ذلك يمكن للبعض أن ترجع أصولهم فترة الاستعمار البرتغالي. جاءوا من مناطق مختلفة من الهند. لدى المور الهنود تاريخ مشابه لتاريخ التاميل الهنديين في سريلانكا. خدم هؤلاء الأشخاص في المقام الأول في العمل الزراعي خلال 125 عامًا سبقت استقلال سريلانكا في عام 1948. على الرغم من أنهم لم يقطعوا صلاتهم بالأرض التي ولدوا فيها.
في عام 1930، فرضت الحكومة الهندية حظراً على هجرة العمالة الهندية غير الماهرة إلى سريلانكا. قانون المهاجرين الخاص بالبلاد لعام 1948، يقيد الدخول إلى سريلانكا فقط لأولئك الذين كانوا بالفعل في سريلانكا ولديهم وثائق سفر صالحة. فيما يتعلق بوضع ومستقبل المهاجرين الهنود في سريلانكا، تم بالفعل التوصل إلى اتفاق بين البلدين ونُفذ على النحو التالي بتاريخ 30 أكتوبر 1964:—
- (أ) سيتم منح 300000 من المهاجرين الهنود في سريلانكا مع الزيادة الطبيعية الجنسية السريلانكية على مدى 15 عامًا من تاريخ الاتفاقية.
- (ب) ستقبل حكومة الهند 525000 وزيادتها الطبيعية على مدى 15 عامًا من تاريخ الاتفاقية،
- (ج) وستكون حالة ووضع البقية موضوع اتفاقية منفصلة يتم إبرامها في تاريخ لاحق.

### الانخفاض
في عام 1971 بلغ عدد المور الهنود 29416 انخفاضًا من 55400 في عام 1963. ويعزى انخفاضهم جزئيًا إلى عودة الكثير من السكان إلى الهند وبعضهم أعلنوا أنفسهم على أنهم مور سريلانكيون. صُنف السكان المتبقين حاليًا على أنهم «آخرون» في تعداد سريلانكا منذ عام 1981، بسبب قلة أعدادهم.

## التركيبة السكانية

### السكان
مع بداية الاحصائيات السريلانكية من قبل الإدارة البريطانية، أُحصيا السكان والأعراق باستخدام مصطلح «المواطنة» حتى عام 1901. صُنفت تقارير تعداد السكان إلى سبع مجموعات. الأوروبيون، السنهاليون، التاميليون، المور، الملايويون، الفيداسيون وغيرهم. منذ عام 1911 فصاعدًا، استبدلت كلمة «المواطنة» بكلمة «العرق» وتم الاعتراف بها في جميع السجلات الرسمية وغير الرسمية. في تعداد عام 1881، بلغ عدد المور 184500 ارتفع إلى 228000 في تعداد 1901.
فصل تعداد عام 1911 التاميل إلى التاميل السيلانيون والتاميل الهنود والمور إلى مور سيلان ومور الهنود. كان هذا بسبب تدفق العمال الهنود، الذين يتألفون من كل من المور والتاميليون، إلى مناطق الزراعية في سريلانكا، الذين كان لا بد من تمييزهم بشكل منفصل.
بحلول عام 1971، بلغ عدد المور الهنديين 29416، متراجعًا من 55400 في عام 1963. كان المور الهنود المجموعة العرقية الأخرى الوحيدة إلى جانب التاميل الهنود الذين انخفض عددهم عن رقم التعداد السابق. كان تراجعهم جزئيًا بسبب عودتهم إلى الهند وأعلن آخرون على أنهم مور سريلانكيون.
يوجد المور الهنود في الغالب في مقاطعتي كولومبو وكاندي. مع وجود أكثر من 75٪ من المور الهنود في منطقة كولومبو الواقعة في مدينة كولومبو.

### المجموعات القومية
كان المور الهنود مجموعة من المجموعات القومية، التي حُددت من خلال العقيدة الإسلامية وأصلهم الجغرافي المماثل. أكبر هذه المجموعات هم التاميل من جنوب الهند. ومن بين الآخرين شعب الميمون، وهم في الأصل من السند (في باكستان الحديثة)، والذين وصلوا لأول مرة في عام 1870؛ في الثمانينيات كان عددهم قرابة 3000 فقط. جاء البهرة والخوجة من ولاية كجرات في الهند بعد عام 1880؛ في الثمانينيات كان عددهم مجتمعين أقل من 2000.

## الدين
المور الهنود هم في الغالب من أتباع الإسلام، وتُحدد هويتهم الثقافية من خلال دينهم. تتبع معظم مجموعات المور الهندية الإسلام السني، باستثناء البهرة الشيعة.

## هوامش
1. ↑  (extinct)
2. ↑  Prior to 1911 Indian Moors were included with مسلمو سريلانكا. After 1971 they were included with Others.